# کاستل سان جیورجیو
کاستل سان جیورجیو (به ایتالیایی: Castel San Giorgio) یک کومونه در ایتالیا است که در استان سالرنو واقع شده‌است.

## خصوصیات
کاستل سان جیورجیو ۱۳ کیلومترمربع مساحت و ۱۳٬۴۱۱ نفر جمعیت دارد و ۹۰ متر بالاتر از سطح دریا واقع شده‌است.

## خواهرخوانده
شهرهای Mella, Cuba و ایسکیا خواهرخوانده‌های کاستل سان جیورجیو هستند.